# Ernesto Manca Thiesi di Villahermosa
Ernesto Manca Thiesi di Villahermosa (26 maggio 1818 – 12 gennaio 1893) è stato un nobile e generale italiano.

## Biografia
Era figlio del generale Stefano, secondo marchese di Villahermosa e Santa Croce (1767-1838), e di Anna Maria Manca.
Comandò col grado di colonnello nel 1860 il 15º Reggimento fanteria. Divenne generale nel 1865 e combatté nella battaglia di Custoza del 24 giugno 1866 col grado di maggiore generale al comando della "Brigata Brescia".
Fu collocato a riposo nel 1873.